# Walking in London
Walking in London è il quarto album in studio del gruppo musicale statunitense Concrete Blonde, pubblicato nel 1992.

## Tracce
Testi e musiche di Johnette Napolitano, eccetto dove indicato.
1. Ghost of a Texas Ladies' Man – 3:51
2. Walking in London – 6:43
3. Les Cœurs Jumeaux ("Twin Hearts) – 4:15
4. Woman to Woman – 4:30
5. Why Don't You See Me – 4:31
6. City Screaming – 4:01
7. Someday? – 3:30
8. I Wanna Be Your Friend Again – 5:18
9. ...Long Time Ago – 2:16
10. It's a Man's World (James Brown, Betty Jean Newsome) – 4:56

## Formazione
- Johnette Napolitano – voce, basso
- James Mankey – chitarra, basso
- Bernadette Colomine –	voce
- Tom Petersson – basso
- Andy Prieboy – voce
- Harry Rushakoff – percussioni, batteria